# Lista de espécies do gênero Haliptilon
Haliptilon (Decaisne) Lindley, 1846  é o nome botânico  de um gênero de algas vermelhas marinhas, pluricelulares, da família Corallinaceae, subfamília Corallinoideae.
Atualmente apresenta 10 espécies taxonomicamente válidas, entre elas:

## Espécies
- Haliptilon abietina (Lamarck) Garbary & H.W. Johansen, 1982

= Corallina abietina Lamarck
- Haliptilon attenuatum (Kützing) Garbary & H.W. Johansen, 1982

= Corallina attenuata Kützing, 1857
- Haliptilon janioides (E.Y. Dawson) Garbary & H.W. Johansen, 1982

= Corallina janioides E.Y. Dawson, 1953
- Haliptilon mauritianum (Børgesen) Garbary & H.W. Johansen, 1982

= Corallina mauritiana Børgesen ,1943
- Haliptilon paniculatum (J.V. Lamouroux) Garbary & H.W. Johansen, 1982

= Corallina paniculata J.V. Lamouroux, 1824
= Jania paniculata ( Lamouroux) Decaisne, 1842
- Haliptilon polydactylum (Montagne & Millardet) Garbary & H.W. Johansen, 1982

= Corallina polydactyla Montagne & Millardet, 1862
- Haliptilon purpuratum (Lamarck) Garbary & H.W. Johansen, 1982

= Corallina purpurata Lamarck, 1815
- Haliptilon splendens N.G. Klochkova, 1996
- Haliptilon subulatum (J. Ellis & Solander) H.W. Johansen, 1970

= Corallina subulata J. Ellis & Solander, 1786
= Jania subulata (Ellis & Solander) Sonder, 1846
- Haliptilon virgatum (Zanardini) Garbary & H.W. Johansen, 1982

= Corallina granifera J. Ellis & Solander, 1786
= Corallina lobata J.V. Lamouroux, 1816
= Corallina virgata Zanardini, 1841
= Jania virgata Montagne, 1849